# Bourg-Blanc
Bourg-Blanc (bret. Ar Vourc'h-Wenn) – miejscowość i gmina we Francji, w regionie Bretania, w departamencie Finistère.
Według danych na rok 1990 gminę zamieszkiwało 2971 osób, a gęstość zaludnienia wynosiła 105 osób/km² (wśród 1269 gmin Bretanii Bourg-Blanc plasuje się na 186. miejscu pod względem liczby ludności, natomiast pod względem powierzchni na miejscu 308.).